# Stephanplatz (Karlsruhe)
La Stephanplatz (en español, Plaza de Stephan) es una plaza en el centro de la ciudad de Karlsruhe, Alemania, creada en 1901.  

## Toponimia
La Stephanplatz lleva el nombre de Heinrich von Stephan. Von Stephan fue el director general de Correos del Imperio Alemán, conocido por la creación de la Unión Postal Universal (UPU) en 1874 e impulsor de la estandarización del servicio postal en todo el mundo.

## Historia
La plaza fue creada en 1901 donde anteriormente hubo un cuartel de infantería de 1827 a 1897.  
En 1903, el arquitecto Hermann Billing recibió el encargo de diseñar una fuente para la plaza, conocida como Stephanienbrunnen(Fuente de Stephan), con la figura de una ninfa primaveral. Esta figura de bronce fue diseñada por el joven escultor Hermann Binz y que se completó en 1905. 
En la esquina sureste de la plaza hay un edificio de poca altura construido en 1930, que es propiedad de la ciudad.
Después de un rediseño, la plaza fue reabierta en 1976. Desde 1999 a 2001, la plaza fue completamente rediseñada como parte de la conversión de la oficina principal de correos, adyacente a la plaza, en un centro comercial. También se construyó un aparcamiento subterráneo debajo de la plaza. La fuente Stephanienbrunnen tuvo que ser completamente desmantelada y reconstruida.  

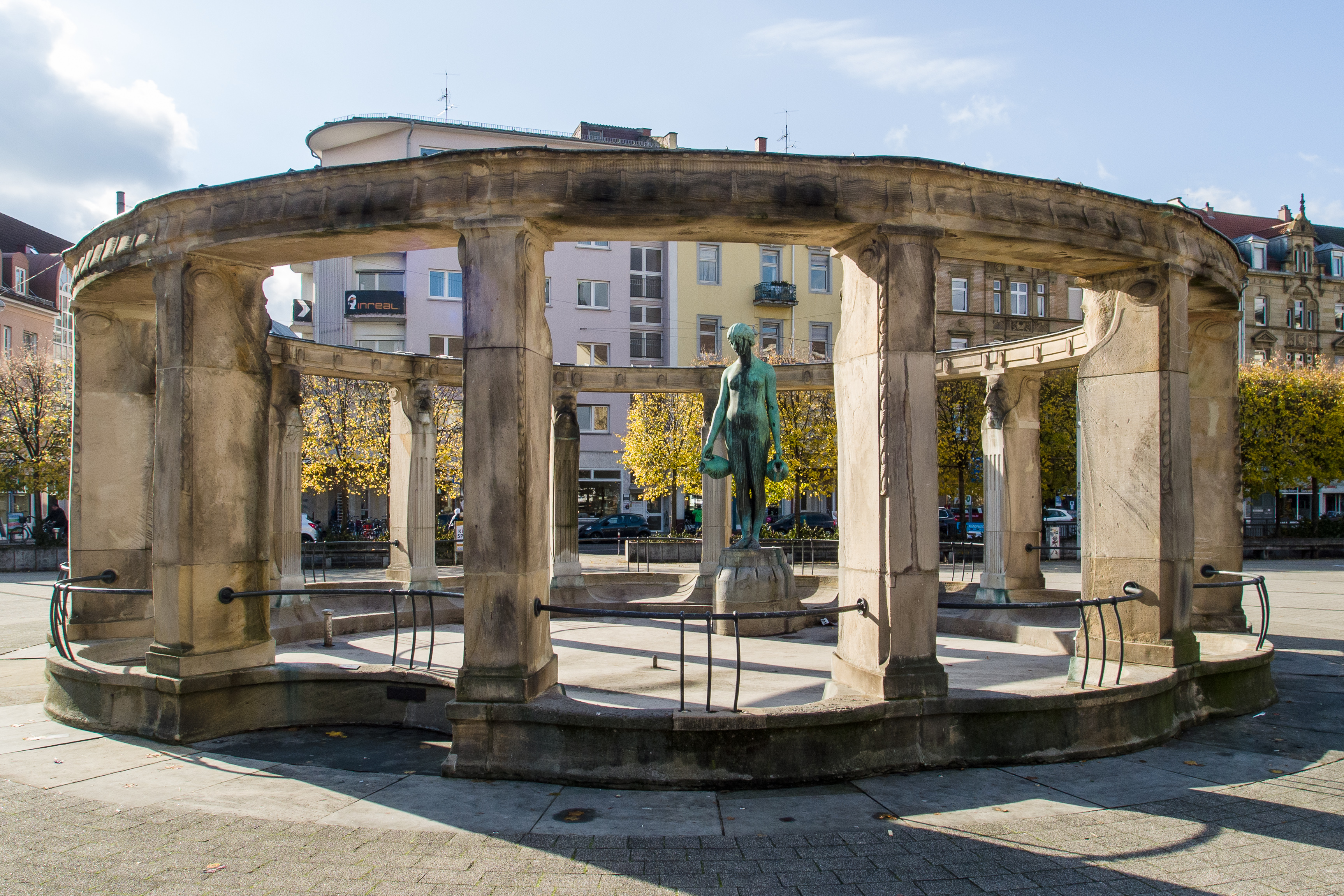
Fuente Stephanienbrunnen

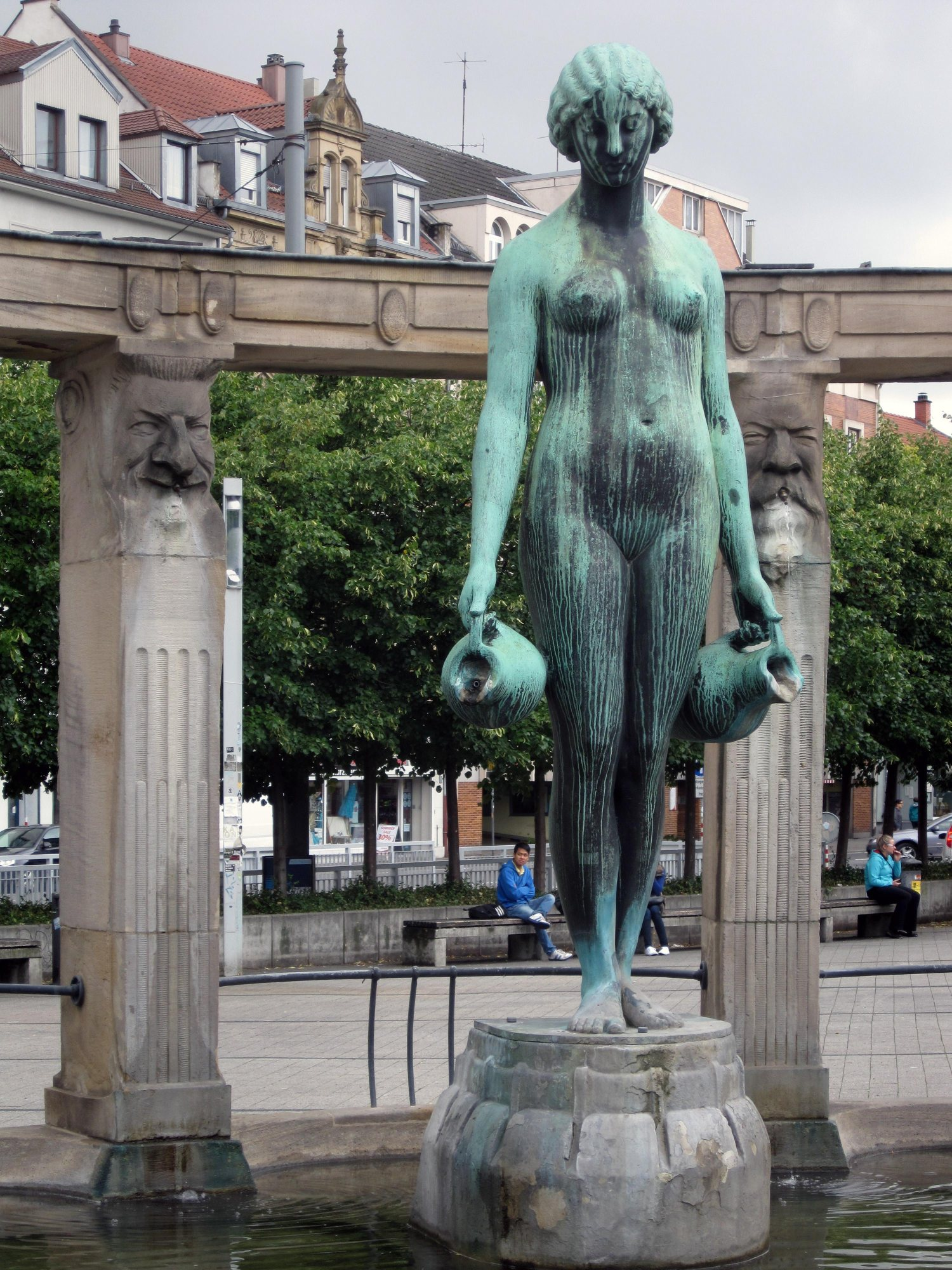
Detalle de la ninfa en la fuente Stephanienbrunnen

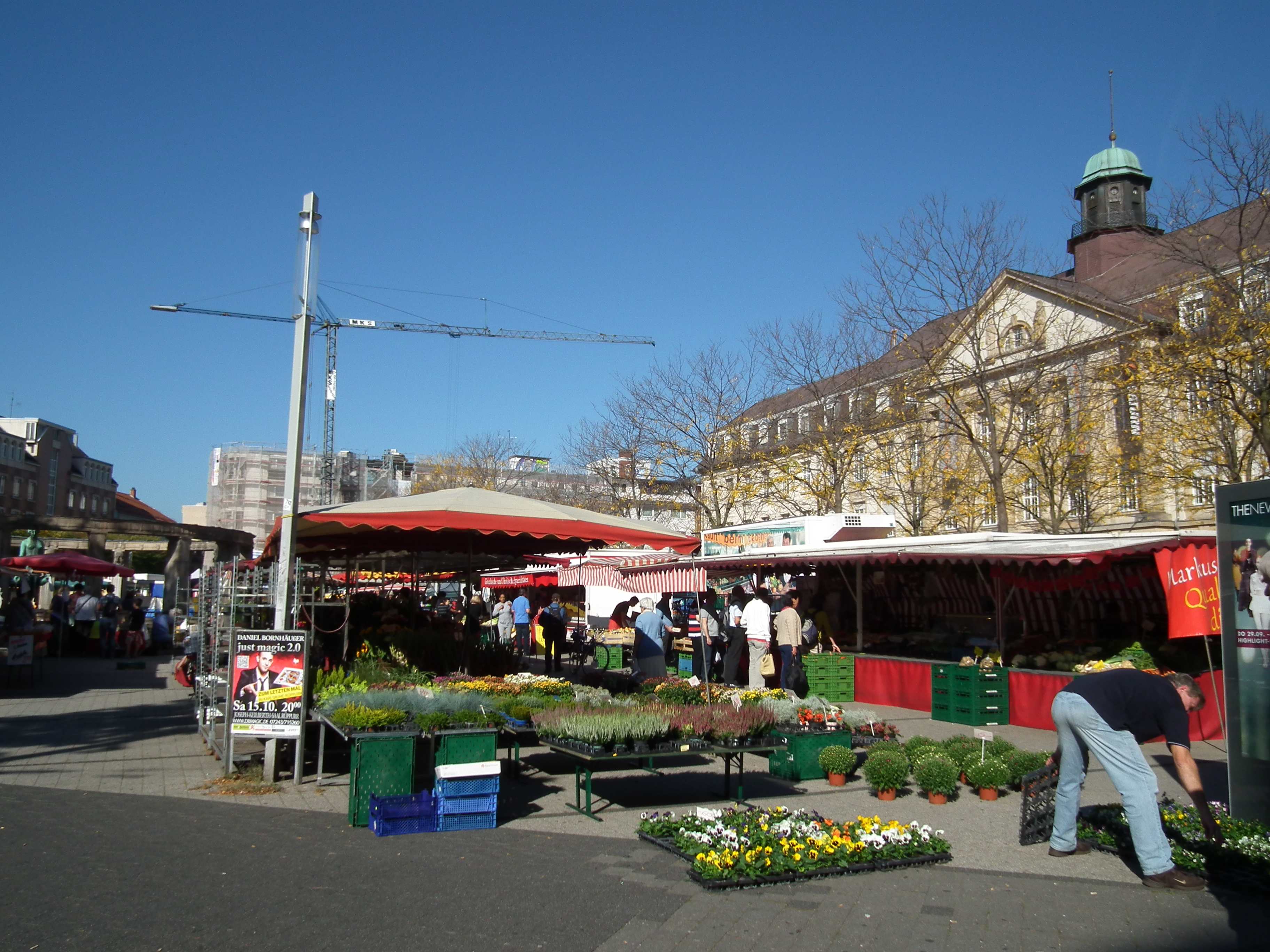
Mercado semanal en la Stephanplatz

1. ↑  «Apotheke und Stephanplatz» [Farmacia y Stephanplatz] (en alemán).
2. ↑  «Stephanplatz» (en alemán).

- Datos: Q18631189
- Multimedia: Stephanplatz (Karlsruhe) / Q18631189